# Église Saint-Georges de Flensbourg
L’église Saint-Georges de Flensbourg est une église évangélique luthérienne de Flensbourg, dans le quartier de Jürgensby. L'église, à proximité de laquelle se trouvent également la salle paroissiale et le presbytère, se situe Jürgensgaarder Straße 1.

## Histoire
La paroisse Saint-Georges est fondée le 1er juillet 1895, lorsqu'elle se détache de la paroisse d'Adelby. Comme elle n'a pas d'église, la paroisse célèbre d'abord son service dans l'église du Saint-Esprit, qui à cette époque appartient encore à la paroisse Saint-Marie. En 1900, la paroisse est composée de la majorité de Jürgensby. L'église est construite un peu plus tard, de 1903 à 1907, sur le site de l'ancien hôpital Saint-Georges, un hôpital médiéval pour les lépreux et les pestiférés, mais qui n'existait plus longtemps avant sa construction.
L'église Saint-Georges est conçue par l'architecte Oskar Hossfeld sur la base de modèles de gothique de brique. Alexander Wilhelm Prale reprend la maîtrise d'œuvre. L'église Saint-Georges est une église à piliers avec un transept, une salle d'autel polygonale flanquée de deux coupoles à l'ouest et le haut clocher rectangulaire avec le portail principal à l'extrémité est.
Le verset de Jésus du Sermon sur la montagne est écrite dans la pierre au-dessus de l'entrée principale : « Heureux ceux qui ont faim et soif de la justice, car ils seront rassasiés ! » La chaire de l'église est conçue par Heinrich Ringerink vers 1600 et était auparavant dans l'église du Saint-Esprit. Au centre de l'attention se trouve l'autel avec son retable néo-Renaissance, adapté au style de la chaire. Le retable avec une représentation originale de la parabole du fils prodigue est de Hans Peter Feddersen. Les galeries environnantes avec des scènes de la vie de Jésus sont également calquées sur le style de la chaire historique. L'une des rares représentations sculpturales du pasteur du Schleswig Hermann Tast existe dans l'église et est probablement sculptée entre 1903 et 1907. Une autre sculpture représente Henri de Zutphen.
L'orgue à 28 registres sur deux claviers et un pédalier est installé en 1976 par Detlef Kleuker dans le buffet néo-baroque de 1907 et rénové en 2007 par Heiko Lorenz.
Certaines vitraux originaux de l'église sont détruits en juin 1945 par l'explosion de Kielseng, une explosion de munitions dans le port de Flensbourg.
L'église est aujourd'hui l'un des monuments culturels de Jürgensby. Avec le château d'eau de Mürwik dans le quartier de Fruerlund (construit en 1961) et la tour principale de l'Académie navale de Mürwik (construite de 1907 à 1910), qui se trouve un peu plus au nord sur l'eau à Mürwik, elle domine la rive est de la ville et sert pour des représentations graphiques de la rive et de point de repère.
En 2012, des dommages sont constatés, on empêche l'entrée de l'église pendant un certain temps. Des dons sont collectés pour la rénovation. En août 2014, par exemple, une fête d'été a lieu à la salle paroissiale et un puzzle conçu par Hans-Ruprecht Leiß avec l'église Saint-Georges au-dessus du port est vendu pour une bonne cause. Le 15 mars 2015, la communauté célèbre sa réouverture après près de trois ans. La voûte est rénovée avec succès en 2014 avec six tiges en acier inoxydable à une hauteur de dix mètres, la moisissure est retirées à huit endroits avec beaucoup d'efforts. Les maçons et les charpentiers ont également dû remplacer de gros morceaux de maçonnerie en plus d'un certain nombre de poutres de toit - dont la plus grande mesurait six mètres de long à travers deux fenêtres complètes sur le mur nord. La rénovation coûte au total 650 000 euros, la paroisse de l'église représentant la majeure partie avec 412 000 euros, le reste est financé par des dons.

## Source, notes et références
- (de) Cet article est partiellement ou en totalité issu de l’article de Wikipédia en allemand intitulé « St. Jürgen-Kirche (Flensburg) » (voir la liste des auteurs).